# Cadre-71/2-Weltmeisterschaft 1962

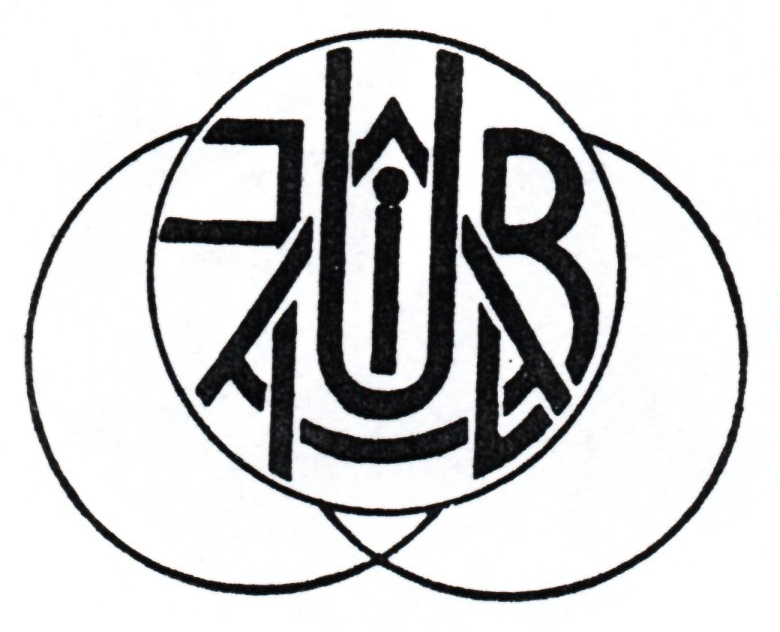
Logo UIFAB (ausrichtender Verband)

Veranstaltungsort: Oberhausen

Die Cadre-71/2-Weltmeisterschaft 1962 war die zwölfte Cadre-71/2-Weltmeisterschaft. Das Turnier fand vom 10. bis zum 14. Oktober 1962 in Oberhausen statt. Es war die dritte Cadre-71/2-Weltmeisterschaft in Deutschland.

## Geschichte
Bei seiner ersten Cadre-71/2-Weltmeisterschaft konnte der Belgier Laurent Boulanger gleich den Titel gewinnen. Bei nur einem Unentschieden in 13 Aufnahmen im ersten Spiel gegen seinen Landsmann Joseph Vervest gewann er die restlichen sieben Partien. Verbest verbesserte den Weltrekord im Generaldurchschnitt (GD) von Emile Wafflard auf 30,23. Die Höchstserie des Turniers erzielte der Drittplatzierte Niederländer Henk Scholte. Für den deutschen Überraschungsmeister Joachim Eiter endete das Turnier auf dem sechsten Platz.

## Turniermodus
Es wurde eine Finalrunde im Round Robin System bis 300 Punkte gespielt. Bei MP-Gleichstand wird in folgender Reihenfolge gewertet:
1. MP = Matchpunkte
2. GD = Generaldurchschnitt
3. HS = Höchstserie

## Abschlusstabelle

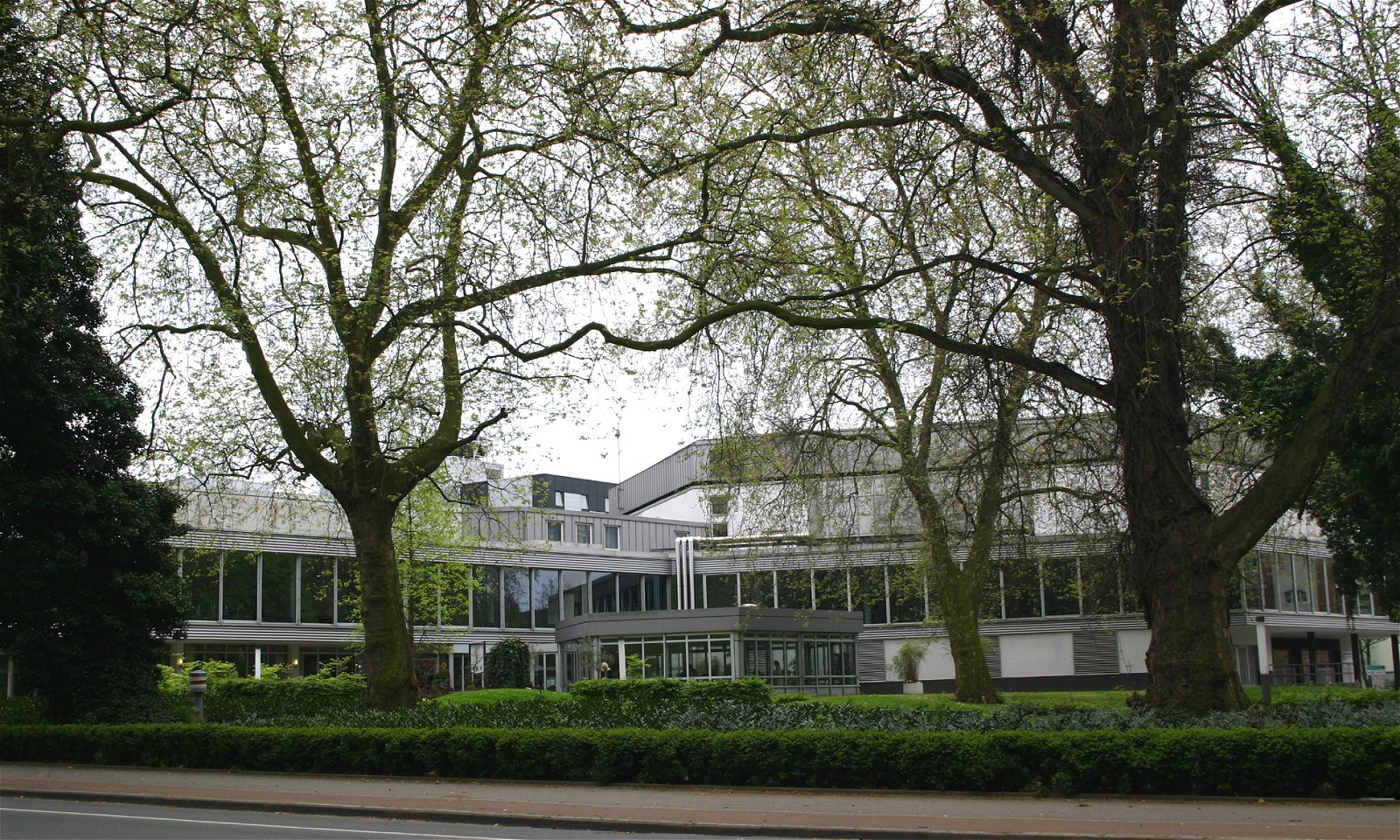
Stadthalle, heute Luise-Albertz-Halle

| MP    | Match Points (Sieger = 2; Unentschieden = 1; Verlierer = 0) |
| Pkte. | Erzielte Karambolagen                                       |
| Aufn. | Benötigte Versuche                                          |
| GD    | Generaldurchschnitt                                         |
| BED   | Bester Einzeldurchschnitt eines Spielers                    |
| HS    | Höchstserie                                                 |
|       | Bester GD des Turniers                                      |
|       | Bester ED des Turniers                                      |
|       | Beste HS des Turniers                                       |
|       | 1. Platz (Gold)                                             |
|       | 2. Platz (Silber)                                           |
|       | 3. Platz (Bronze)                                           |

| Platz                      | Name               | MP   | Pkte. | Aufn. | GD    | BED   | HS  |
| -------------------------- | ------------------ | ---- | ----- | ----- | ----- | ----- | --- |
| 1                          | Laurent Boulanger  | 15:1 | 2400  | 91    | 26,37 | 42,85 | 137 |
| 2                          | Joseph Vervest     | 13:3 | 2207  | 73    | 30,23 | 50,00 | 154 |
| 3                          | Henk Scholte       | 12:4 | 1970  | 72    | 27,36 | 50,00 | 179 |
| 4                          | Jacques Grivaud    | 10:6 | 2060  | 107   | 19,25 | 37,50 | 137 |
| 5                          | Manuel Girves      | 6:10 | 1894  | 127   | 14,91 | 27,27 | 121 |
| 6                          | Joachim Eiter      | 6:10 | 1544  | 132   | 11,69 | 15,78 | 91  |
| 7                          | Ernst Rudolph      | 5:11 | 1715  | 90    | 19,05 | 25,00 | 118 |
| 8                          | José Gálvez        | 5:11 | 1833  | 111   | 16,51 | 60,00 | 166 |
| 9                          | José Iglesias Diaz | 0:16 | 1192  | 139   | 8,57  | –     | 77  |
| Turnierdurchschnitt: 17,85 |                    |      |       |       |       |       |     |